# Bury St Edmunds
Pour les articles homonymes, voir Bury.
Bury St Edmunds est un bourg traditionnel du comté de Suffolk, chef-lieu de la circonscription (borough) de St Edmundsbury. Cette ville est renommée pour son abbaye en ruines près du centre-ville. Sur le plan économique, c'est aussi l'un des hauts-lieux de la bière (avec les brasseries Greene King) et de l'industrie sucrière (raffineries British Sugar).

## Toponymie
Le mot Bury est parent par l'étymologie du mot borough, que l'on retrouve sous d'autres formes dans les langues germaniques : le vieux norrois borg signifie « mur, château » ; le gotique baurgs signifie « ville ». Tous ces mots dérivent du proto-germanique *burgs signifiant « forteresse. »  Ce mot viendrait d'une racine proto-indo-européenne, *bhrgh, signifiant « butte fortifiée », dont on trouve des témoins en gallois avec bera (« empilement ») et en sanskrit avec bhrant- (« édifice élevé »). Il n'y a aucun fondement à l’étymologie populaire faisant de la cathédrale le lieu de sépulture de Saint Edmond ; mais il est vrai que la deuxième partie du nom de la ville renvoie à ce roi d'Est-Anglie, qui trouva la mort en combattant les Vikings en 869. La châsse contenant ses reliques fit de Bury St Edmunds un lieu de pèlerinage réputé.
Le nom formel de la circonscription et du diocèse est « St. Edmundsbury », mais les gens du pays évoquent fréquemment Bury St Edmunds comme Bury.

## Histoire
Bury St Edmunds (anglo-saxon Beodricesworth, c'est-à-dire St Edmund's Bury), dans laquelle certains ont pu voir la Villa Faustina des Romains, était une des villes royales des Saxons. Sigebert, roi d’Est-Anglie, y fonda un monastère autour de 633, et qui devint en 903 le sanctuaire des reliques du roi Edmond, mort en combattant les Danes en 869 : ce sanctuaire dut d'abord sa célébrité aux miracles accomplis par ces reliques. La ville grandit autour de l'abbaye de Bury St Edmunds, devenue lieu de pèlerinage. Dès 925 la réputation de St Edmund avait dépassé les frontières du comté, et la ville prit le nom de St Edmund's Bury. Sven, ayant détruit l'ancien monastère et chassé les séculiers, fit reconstruire en 1020 une abbaye bénédictine sur le même site. En 942 (ou 945), le roi Edmond attribua à l'abbé et à son couvent juridiction sur la ville, les exemptant de toutes corvées séculières, puis Knut le Grand en 1020 la détacha de l'autorité épiscopale. Édouard le Confesseur fit de l'abbé le lord of the franchise. Cette ville est aussi associée à la genèse de la Magna Carta : en 1214, les barons d'Angleterre se seraient réunis dans la chapelle de l'Abbaye pour se promettre de contraindre le roi Jean à signer la Charte des libertés, ce document qui est la source de la Magna Carta. Par suite de diverses capitulations des abbés, la ville acquit peu à peu le statut de borough. Henri III en 1235 accorda à l'abbé le droit de tenir deux foires par an : l'une en décembre (qui s'est maintenue jusqu'à aujourd'hui), l'autre étant la grande foire de la Saint Mathieu, qui fut abolie par le Fairs Act de 1871. Puis Henri IV accorda un troisième jour de foire en 1405. Élisabeth Ire confirma les privilèges des abbés en 1562, et en 1606 Jacques Ier décréta une charte d'incorporation avec une foire de la semaine sainte et un jour de marché. Il accorda de nouveaux droits en 1608 et en 1614, et Charles II fit de même en 1668 et en 1684. Jacques Ier accorda aux corporations la réversion des droits de foire et des marchés de mercredi et samedi en tarifs d'affermage. Le Parlement se réunit à Bury St Edmunds en 1272, 1296 et 1446, mais le borough ne devait pas envoyer de député avant 1608, lorsque Jacques Ier décida d'accorder deux députés à la communauté.
Bury St. Edmunds fut le théâtre d'une intense chasse aux sorcières pendant près d'un siècle (de 1599 à 1694).

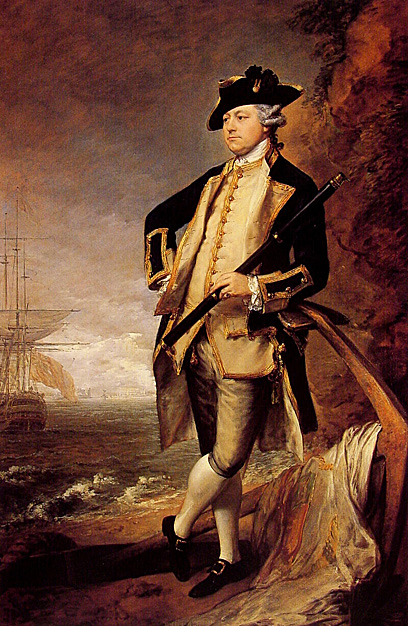
Augustus Hervey, 1767-1768
par Thomas Gainsborough
Ickworth, National Trust

Augustus Hervey représente Bury St Edmunds au Parlement britannique puis de 1763 à 1768, il y siège pour Saltash. En 1766 et 1767, il siège au cabinet du roi George III du fait de ses fonctions au Conseil privé d'Irlande. Il fait carrière dans la Navy, et de 1771 à 1775 devient Lord de l'Amirauté. Il est nommé Commandant en chef de la Mediterranean Fleet et vice amiral de l'escadre bleue en janvier 1778. De 1775 à sa mort, il est Pair de Grande-Bretagne et reprend de son père le titre de 3e Comte de Bristol. En 1767-1768, Thomas Gainsborough fera sont portrait conservé à Ickworth par le National Trust.
Puis le Redistribution of Seats Act 1885 ramena sa représentation à un seul député. La ville devint à partir du XIVe siècle un grand centre de production textile, avec un commerce de laine florissant.
Au cours de la Seconde Guerre mondiale, l’USAAF mit en service un aérodrome près de la ville.
Le 3 mars 1974, le DC-10 du Vol 981 Turkish Airlines s'écrasait près de Paris tuant ses 346 passagers, dont les 17 joueurs de l'équipe de rugby de Bury St Edmunds.
Les élections municipales du 3 mai 2007 ont été remportées par le curieux parti Abolish Bury Town Council. Mais à la suite d'une élection partielle en juin 2007, ce parti a perdu la majorité si bien qu'à ce jour, le conseil municipal de Bury existe toujours.

## Sites touristiques
Près des jardins, on peut voir la première enseigne lumineuse de Grande-Bretagne, le pillar of salt. Il fallut une délibération spéciale pour la mettre en service car elle ne respectait pas les règlements. Bury St Edmunds est le terminus de l'A1101, la route la plus basse de Grande-Bretagne.
Un réseau de galeries souterraines témoigne de l'existence d'anciennes carrières de craie, mais rien ne prouve qu'il y ait eu un jour des tunnels sous le centre-ville : seuls quelques immeubles ont des caves en communication. Ces galeries, du fait de leur instabilité, sont interdites au public, bien que quelques particuliers aient été autorisés à les visiter. Certaines de ces galeries ont provoqué des fontis encore récemment.

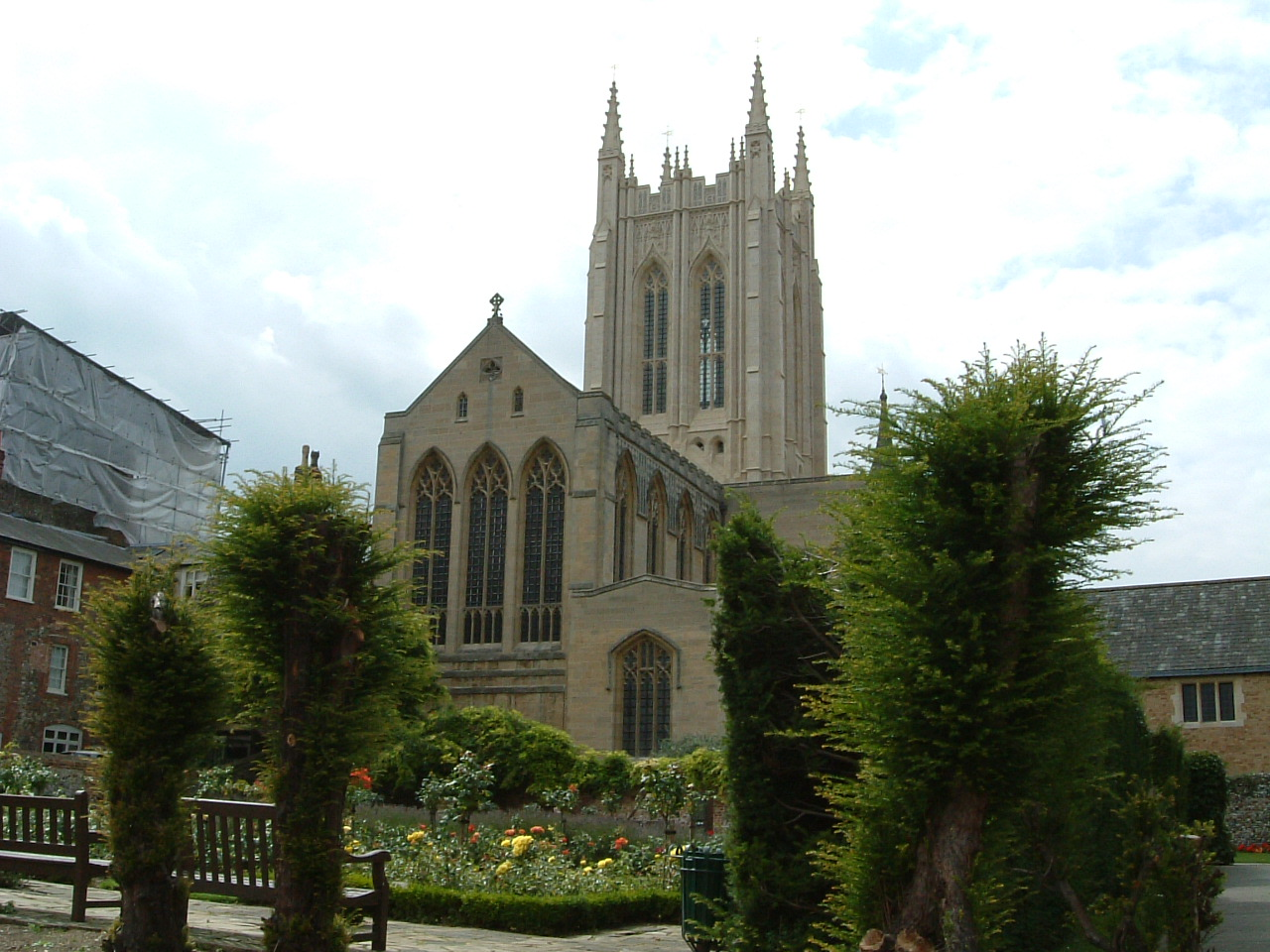
La facade est de la cathédrale de St Edmundsbury.

Parmi les édifices remarquables, il faut citer :
- l'église Ste-Marie, où la reine Marie, sœur du roi Tudor Henri VIII, fut ré-inhumée, six ans après sa mort, car par suite de la dissolution des monastères, son corps fut évacué de l'abbaye. La reine Victoria fit poser un vitrail pour commémorer la première sépulture de Marie[8]. L'église Ste-Marie est l'église officielle de Bury St. Edmunds et la troisième plus grande église paroissiale d'Angleterre. Autrefois chapelle de l'abbaye, elle fut ensuite l'une des trois grandes églises de la ville (les deux autres étaient St-Jacques, aujourd'hui  St. Edmundsbury Cathedral, et Ste Marguerite, disparue).
- l'ancienne abbaye en ruine, dans le centre de Bury St Edmunds : entourée des jardins du cloître, elle est devenue un parc. L’abbaye était le sanctuaire d’Edmond le Martyr, le roi saxon des Angles de l'Est. Elle fut pillée par les bourgeois au XIVe siècle, puis essentiellement réduite à l'état de ruine au XVIe siècle après la dissolution des monastères ; pourtant Bury conserva sa prospérité tout au long des XVIIe et XVIIIe siècles, n'entamant un déclin relatif qu'avec la révolution industrielle.
- La cathédrale de Bury St Edmunds, devenue cathédrale après la création du Diocèse de St Edmundsbury et Ipswich en 1914.

## Culture
Le Théâtre royal de Bury-St-Edmunds a été construit par l'architecte de la National Gallery, William Wilkins, en 1819. C'est le seul théâtre de l'époque de la Régence anglaise encore intact. Ce théâtre, propriété du National Trust, a été réparé entre 2005 et 2007. Il propose un répertoire complet de pièces et est également ouvert aux visites de groupes.

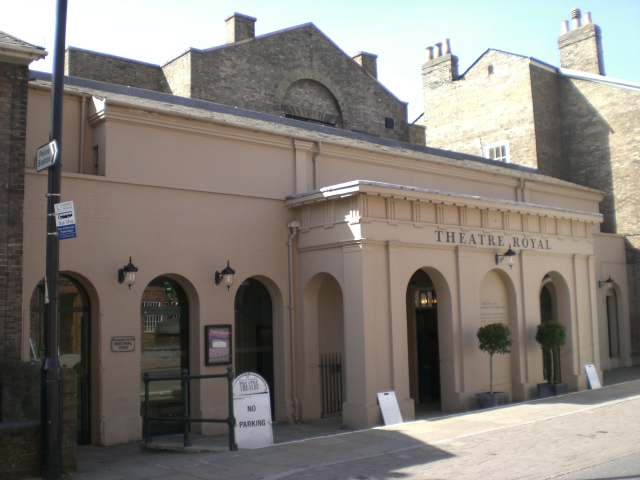
Le Théâtre Royal de Bury-St-Edmunds vu de l'extérieur.

Moyse's Hall Museum est l'une des plus anciennes (vers 1180) maisons domestiques d'Est-Anglie ouvertes au public. On peut y voir des collections artistiques, par exemple des costumes de Charles Frederick Worth, des pièces d'horlogerie, des souvenirs sur l'histoire sociale et locale, dont le meurtre de Red Barn et les procès en sorcellerie.
La fête a lieu au mois de mai : il s'y joue des concerts, des pièces de théâtre, des conférences et des spectacles de danse, et elle se conclut par un feu d'artifice. Bury St Edmunds héberge le plus ancien groupement scout de Grande-Bretagne.
La principale équipe de football de la ville, Bury Town F.C., est la quatrième plus ancienne équipe de non-league d'Angleterre. Elle adhère à la Southern Football League Division One Midlands.

## Économie locale

### Brasseries

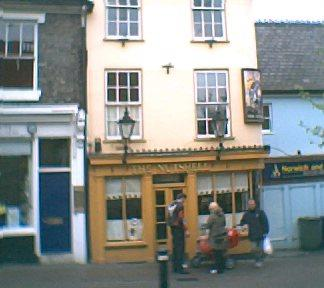
Le Nutshell est le plus petit pub d'Angleterre...

La plus grande brasserie proprement britannique, Greene King, est basée à Bury, comme sa rivale de moindre importance, Old Cannon Brewery. En dehors de la ville, à l'emplacement de l'ancien aérodrome de la RAF, se trouve la brasserie de Bartrums Brewery, qui était auparavant à Thurston, (Suffolk).
Le plus petit pub de Grande-Bretagne, The Nutshell, se trouve à Bury sur The Traverse, à côté de la place du marché.

### La betterave à sucre
La plus grande usine de Bury est la raffinerie de sucre de British Sugar près de l'A14. Construite en 1925, elle traite les betteraves produites par plus de 1 300 exploitations et peut, en saison, prendre en charge les arrivages de 660 camions par jour. Comme toutes les betteraves ne peuvent pas être mises à cristalliser immédiatement, une partie est mise à baigner dans des conteneurs jusqu'à la fin du printemps ou au début de l'été, quand l'usine a libéré de la capacité. Le sucre est vendu sous le label Silver Spoon (l'autre grande marque vendue en Angleterre, Tate & Lyle, utilise du sucre de canne d'importation). Parmi les sous-produits, il y a la mélasse qui sert de complément nutritif pour le bétail et le LimeX70, un engrais. L'usine possède sa propre centrale électrique, qui distribue du courant à 110 000 foyers.

## Quelques célébrités

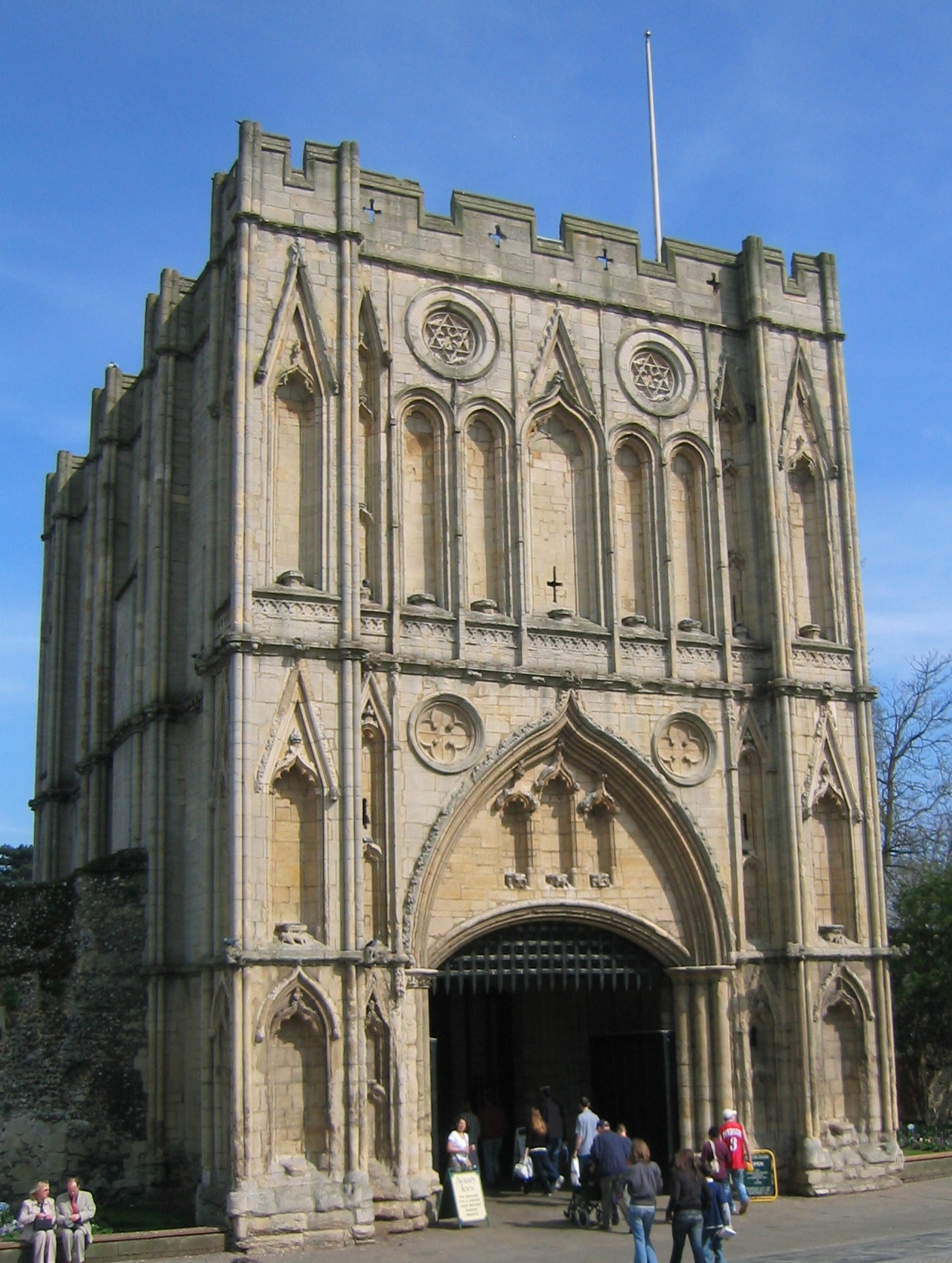
Abbeygate est un symbole de la ville.

Parmi les célébrités de Bury, on compte les acteurs Bob Hoskins et Michael Maloney, le romancier Henry Cockton, le réalisateur Peter Hall, l'artiste peintre Rose Mead, les écrivains Marie-Louise de la Ramé (alias Ouida), Richard Gwyn, le général canadien Guy Simonds et le paysagiste du XVIIIe siècle Humphry Repton, de même que Thomas Clarkson, partisan de l'abolition de l'esclavage. James Moore, né et décédé à Bury, a gagné la première course cycliste organisée en France en 1868 et la première édition de Paris-Rouen en 1869.
Bien qu'il ne soit pas originaire de Bury St Edmunds, le DJ John Peel de BBC Radio 1 vivait non loin de là, à Great Finborough et, le 12 novembre 2004, ses funérailles ont eu lieu dans la cathédrale.
L'acteur Ian McShane, à la suite de son interprétation dans la série télévisée Les Règles de l'art tournée dans le pays, a été fait citoyen d'honneur en 1996.

## Villes jumelées
- Compiègne (Oise)
- Kevelaer, Rhénanie-Westphalie

## Pactes d'amitié
- Huy, (Province de Liège)

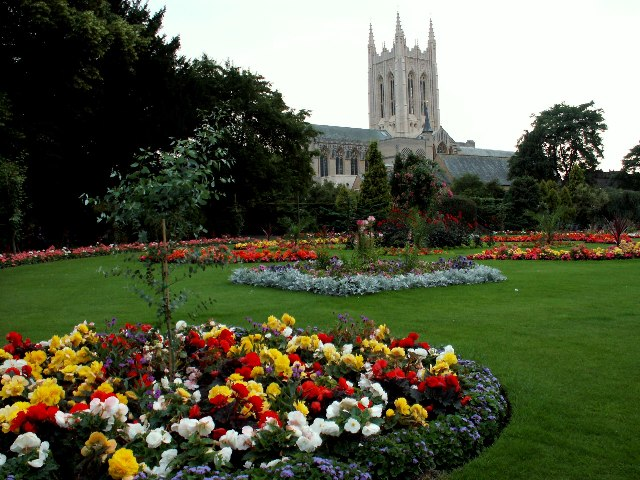
Les jardins de l'ancien cloître et à l'arrière-plan, la cathédrale.
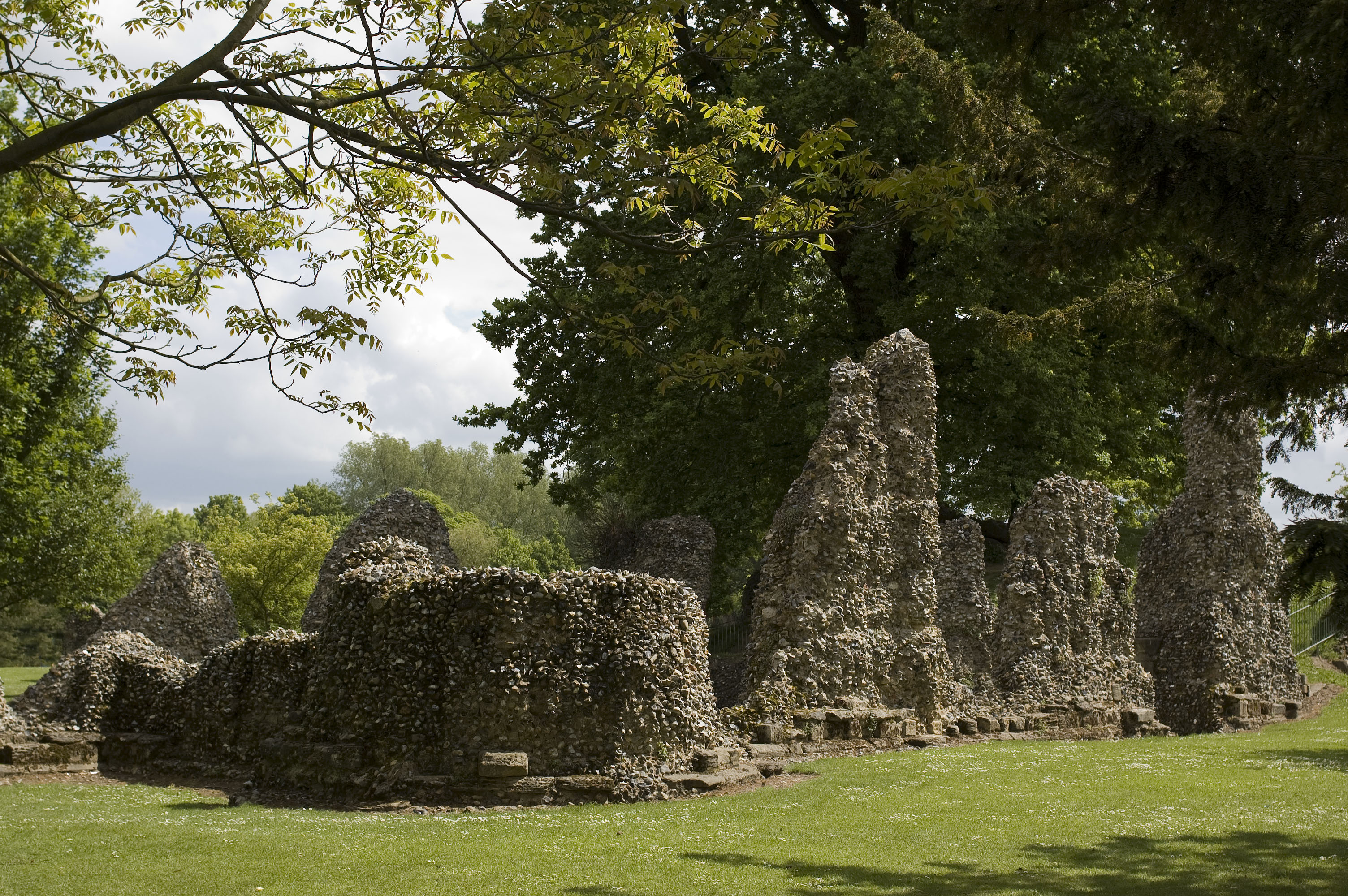
Les ruines de l'Abbaye.
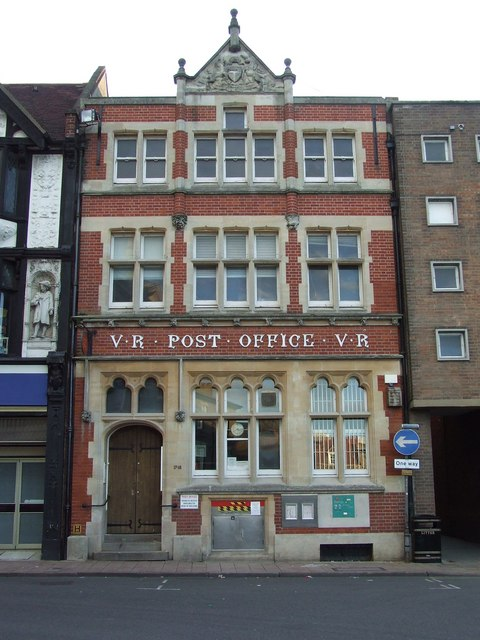
La poste.
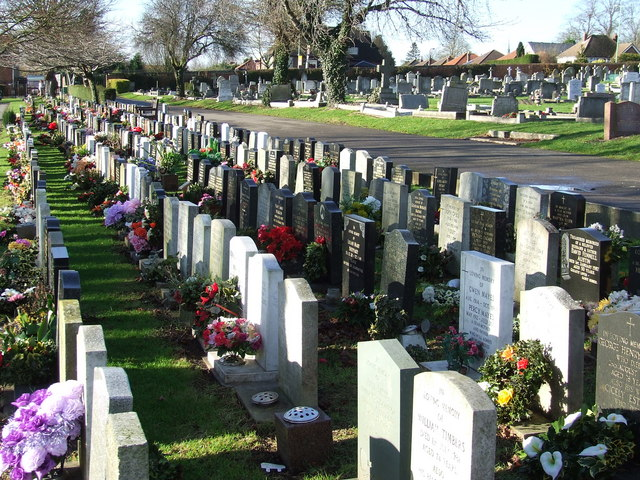
Le cimetière.
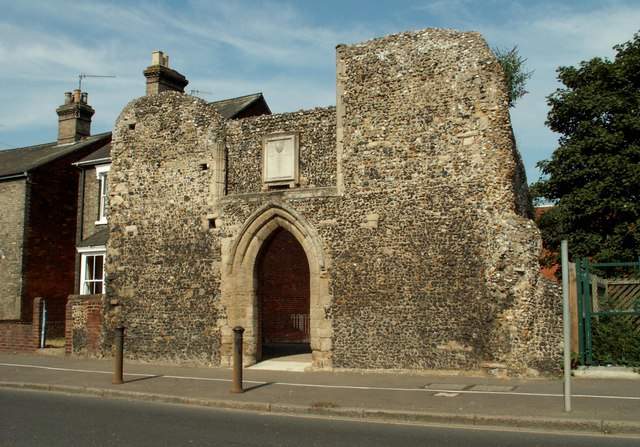
Les ruines de l'hospice Saint-Sauveur.
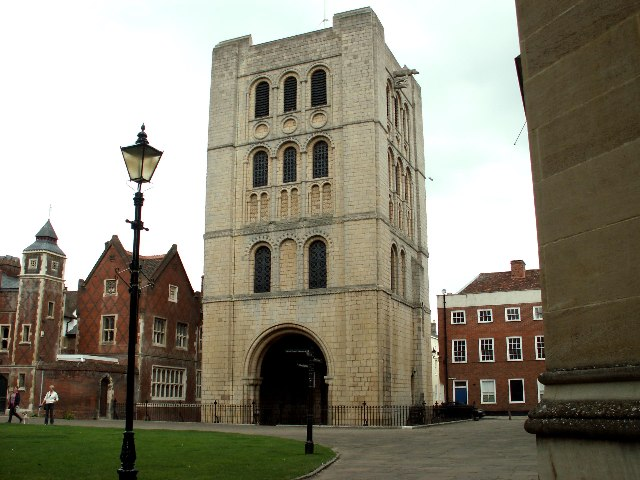
La Tour des Normands.
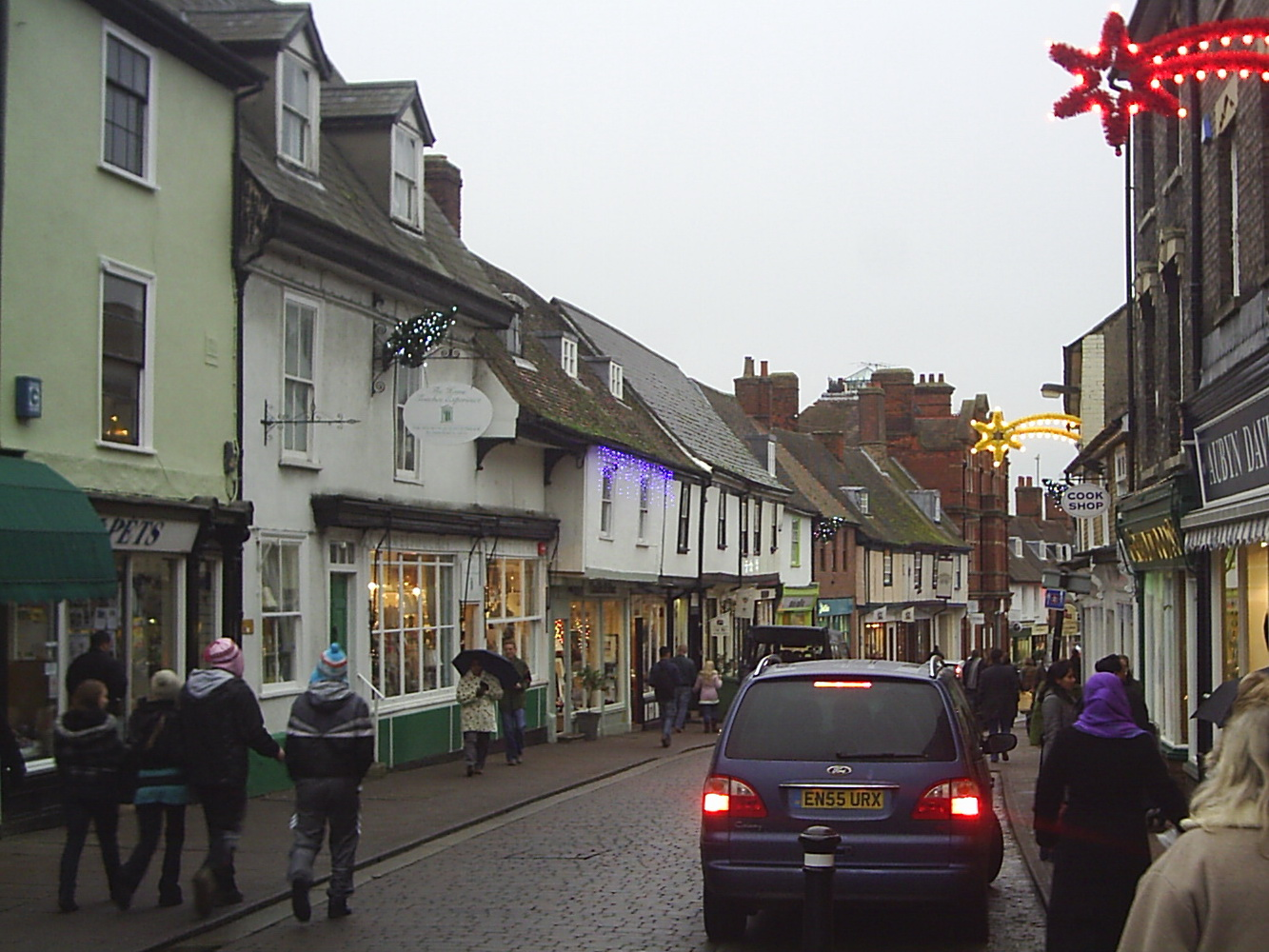
St. John's Street.

### Sources
- (en) « BURY ST EDMUNDS », dans Encyclopædia Britannica [détail de l’édition], 1911 (lire sur Wikisource).